# Jakob Johansson
Jakob Johansson (n. 21 iunie 1990, Trollhättan) este un mijlocaș suedez de fotbal, care în prezent evoluează la clubul AEK Atena.